# Live at Montreux 2006
Live at Montreux 2006: They All Came Down to Montreux es un álbum en directo de Deep Purple, lanzado en 2007 por Eagle Records.
Al igual que con "Live at Montreux 1996", el sello Eagle volvió a publicar en 2007 una actuación de Deep Purple en el famoso Festival de Montreux, en Suiza, esta vez durante la edición 2006 del mismo; este trabajo también se editó en disco de vinilo doble de 180 gramos, y en formato DVD doble (incluyendo una actuación en el "Hard Rock Cafe" de Londres).
El show de Montreux se llevó a cabo el 15 de julio de 2006, en el marco de la gira promocional de "Rapture of the Deep", y representa, además, el primer álbum en vivo de la formación "Mark VIII", ya sin el teclista y miembro fundador Jon Lord, reemplazado por Don Airey como miembro fijo.

## Lista de canciones

### CD
- Autor: Blackmore, Gillan, Glover, Lord & Paice, salvo los indicados.

1. "Pictures of Home"
2. "Things I Never Said" (Gillan, Steve Morse, Glover, Don Airey, Paice)
3. "Strange Kind of Woman"
4. "Rapture of the Deep" (Gillan, Morse, Glover, Airey, Paice)
5. "Wrong Man" (Gillan, Morse, Glover, Airey, Paice)
6. "Kiss Tomorrow Goodbye" (Gillan, Morse, Glover, Airey, Paice)
7. "When a Blind Man Cries" (Acreditado aquí a Gillan, Morse, Glover, Lord, Paice)
8. "Lazy"
9. "Keyboard Solo" (Airey, Albert Ammons, Wolfgang Amadeus Mozart)
10. "Space Truckin'"
11. "Highway Star"
12. "Smoke on the Water"

### DVD
Disco 1Live at Montreux 2006
1. "Pictures of Home"
2. "Things I Never Said"
3. "Strange Kind of Woman"
4. "Rapture of the Deep"
5. "Wrong Man"
6. "The Well-Dressed Guitar"
7. "Kiss Tomorrow Goodbye"
8. "When a Blind Man Cries"
9. "Lazy"
10. "Keyboard Solo"
11. "Space Truckin'"
12. "Highway Star"
13. "Smoke on the Water"
14. "Hush" (with Michael Bradford)
15. "Too Much Fun" (jam) (with "Funky" Claude Nobs)
16. "Black Night"

Disco 2London Hard Rock Cafe 2006
1. "Fireball"
2. "I Got Your Number"
3. "Strange Kind of Woman"
4. "Kiss Tomorrow Goodbye"
5. "Rapture of the Deep"
6. "Wrong Man"
7. "Lazy"
8. "Perfect Strangers"
9. "Highway Star"
10. "Smoke on the Water"

## Personal
- Ian Gillan - voz
- Steve Morse - guitarra
- Roger Glover - bajo
- Ian Paice - batería
- Don Airey - teclados